# Renault Dionis
Der Renault Dionis war eine Baureihe von kompakten Traktoren des Herstellers Renault Agriculture. Die Produktion der Baureihe begann 1998 und endete 2004. Durch die Bauweise kamen die Traktoren vor allem im Obst- und Weinanbau zum Einsatz. Die Motoren stammten von der Deutz AG. Alle Modelle waren sowohl mit Allrad- als auch Hinterrad-Antrieb erhältlich.
Der Renault Dionis ist, bis auf das Design der Motorhaube und der Dachabdeckung der Kabine, baugleich mit dem Valtra 3000.
Hergestellt wurden die Traktoren von Carraro Agritalia. Im Jahr 2004 löste die Nectis-Baureihe von Claas die Dionis-Baureihe ab.

## Technische Daten
Die Baureihe bestand aus vier Modellen mit folgenden technischen Daten
| Typ        | Leistung (kW/PS) | Zylinder | Hubraum in cm³ | Leergewicht (4 x 4 mit Kabine) |
| ---------- | ---------------- | -------- | -------------- | ------------------------------ |
| Dionis 110 | 38/52            | 3        | 2827           | 2050                           |
| Dionis 120 | 45/60            | 3        | 3065           | 2000                           |
| Dionis 130 | 52/67            | 4        | 3770           | 2170                           |
| Dionis 140 | 59/76            | 4        | 4086           | 2285                           |